# Área de Relevante Interesse Ecológico Matão de Cosmópolis
A Área de Relevante Interesse Ecológico Matão de Cosmópolis está localizada no estado de São Paulo na região sudeste do Brasil. Foi criada em 1985 e possui 173,55 hectares de mata, sendo que deste total 36% está localizado no município de Artur Nogueira e 64% em Cosmópolis.
O bioma predominante é o cerrado.
Devido a presença e circulação de onças, suçuaranas e jaguatiricas, a ARIE Matão de Cosmópolis foi inserida dentro do Projeto Corredor das Onças, que liga essa ARIE com a Área de Relevante Interesse Ecológico Mata de Santa Genebra.